# Сен-Лис (кантон)
Сен-Лис (фр. Saint-Lys, окс. Sent Lis) — кантон во Франции, находится в регионе Юг — Пиренеи, департамент Верхняя Гаронна. Входит в состав округа Мюре.
Код INSEE кантона — 3130. Всего в состав кантона Сен-Лис входят 11 коммун, из них главной коммуной является Сен-Лис.

## Население
Население кантона на 2011 год составляло 31 628 человек.
| 1962 | 1968 | 1975 | 1982   | 1990   | 1999   | 2006   | 2011   |
| ---- | ---- | ---- | ------ | ------ | ------ | ------ | ------ |
| 4784 | 5367 | 8504 | 11 736 | 14 979 | 19 920 | 27 405 | 31 628 |

## Коммуны кантона
| Коммуна               | Население, чел. (2010) | Код INSEE | Почтовый индекс |
| --------------------- | ---------------------- | --------- | --------------- |
| Ампо                  | 234                    | 31166     | 31470           |
| Бонрепос-сюр-Осоннель | 850                    | 31075     | 31470           |
| Брагерак              | 272                    | 31087     | 31470           |
| Камбернар             | 429                    | 31101     | 31470           |
| Ламаскер              | 1322                   | 31269     | 31600           |
| Сегед                 | 742                    | 31466     | 31470           |
| Сен-Лис               | 8537                   | 31499     | 31470           |
| Сен-Тома              | 565                    | 31518     | 31470           |
| Сент-Фуа-де-Перольер  | 2001                   | 31481     | 31470           |
| Фонсорб               | 11 111                 | 31187     | 31470           |
| Фонтений              | 4505                   | 31188     | 31470           |